# Альфред Мендельсон
Альфред Мендельсон (рум. Alfred Mendelsohn; 1910—1966) — румунський композитор, диригент, педагог. Заслужений діяч мистецтв СРР (1952).

## Біографія
Народився в Бухаресті в 1910 році.
У 1927—1931 рр. навчався у Відні, в Академії музики і образотворчих мистецтв, в І. Маркса і Ф. Шмідта, потім, в 1931—1932 рр., в Бухарестській консерваторії по класу композиції у М. Жори; з 1949 р. професор цієї консерваторії. У 1946—1954 рр. диригент Румунського театру опери та балету, де були поставлені його балети «Білий арап» (за І. Крянґе, 1949) і «Келін» (за М. Емінеску, 1957). З 1954 року секретар Спілки композиторів СРР. Лауреат Державних премій СРР (1952, 1954), премії ім. Енеску (1948).
Помер в Бухаресті 9 травня 1966 року.

## Твори
Серед творів Альфреда Мендельсона: опери «Майстер Маноле» (1949), «Мікеландокело» (1964, Оперний театр в Тімішоарі); балети «Білий арап» (Harap Alb, 1949, Румунський театр опери та балету) і «Келін» (по М. Емінеску, 1956, там само); оперета «Антон Пані» (1963, Бухарестський театр оперети); ораторії і кантати, в тому числі «1907» (1956), «Голос Леніна» (Glasul lui Lenin, 1957), «Великому Жовтню» (Pentru Marele Octombrie, за В. В. Маяковським, 1960); для оркестру — 9 симфоній (1944—1964), симфонічні поеми, в тому числі «Обвал Дофтана» (Prabusirea Doftanei, 1949; Державна премія СРР, 1952), «Квіти Белоянісу» (Flori pentru Nikos Beloiannis, 1953; Держ. Премія СРР, 1954); 3 концерти для скрипки з оркестром (1953, 1957, 1963), концерт для органа з камерним оркестром (1960); 10 струнних квартетів та інших камерних творів, в тому числі фортеп'янний квінтет (1953; Держ. премія, 1954); хори, музика для драматичного театру і кіно. Літературний твір: Melodia si arta onvesmintarii ei, Buc., 1963 (спільн. з Т. Моісеску).